# 李择元
李择元（1930年7月—2014年2月），男，汉族，山西省洪洞县大槐树镇沟东村人。中国人民解放军海军少将，辽宁省大连市第十届人大代表。
出生在山西，1944年考入中国共产党领导的太岳根据地的太岳中学学习，1946年参加中国人民解放军，在晋冀鲁豫军政大学太岳分校学习。1947年8月加入中国共产党。
毕业后，随太岳军区副司令兼太岳军大校长孙定国将军，南渡黄河开辟新区。1947年10月到豫陕鄂军区后勤司令部训练科任见习参谋，第二年3月任豫陕鄂军区第一军分区训练参谋，1949年4月起，先后任侦察通信和作战参谋秘书，1952年6月到洛阳军分区任作战参谋。
1952年8月调海军司令部军训部当秘书，后升任组织计划和战术训练参谋、副处长、处长。1975年8月任海军军训部副部长。1981年3月调海军某基地任副参谋长、参谋长。
1985年10月调海军大连舰艇学院任副院长。1990年任院长。1988年被授予海军少将军衔。1992年退役。